# Aeroport T1 (métro de Barcelone)
Aeroport T1  est une station de métro espagnole de la ligne 9 (branche sud) du métro de Barcelone. Elle est située à proximité du terminal T1 de l'Aéroport Josep Tarradellas Barcelone-El Prat, sur le territoire de la commune d'El Prat de Llobregat, membre du comarque de Baix Llobregat dans la province de Barcelone en Catalogne.
Mise en service en 2016, c'est une station de la Transports Metropolitans de Barcelona (TMB).

## Situation sur le réseau
Établie en souterrain, la station terminus Aeroport T1 est située à l'extrémité sud de la zone sud de la ligne 9 du métro de Barcelone, avant la station Aeroport T2, en direction de Zona Universitària.

## Histoire
La station Aeroport T1 est mise en service le 12 février 2016, lors de l'ouverture de l'exploitation de la zone sud de la ligne 9 entre les stations Zona Universitària et Aeroport T1. Réalisée par les architectes Carlos Ferrater, Josep Maria Ramon et Sanabria Casadevall dans un style neutre et fonctionnel.

## Service aux usagers

### Desserte
Aeroport T1 est desservie par les rames, du métro automatique, de la ligne 9 (zone sud), relation Zona Universitària-Aeroport T1, à raison d'une toutes les sept minutes en semaine.